# Paradoneis harpagonea
Paradoneis harpagonea är en ringmaskart som först beskrevs av Storch 1967.  Paradoneis harpagonea ingår i släktet Paradoneis och familjen Paraonidae. Inga underarter finns listade i Catalogue of Life.